# Toyota Mark II BLIT

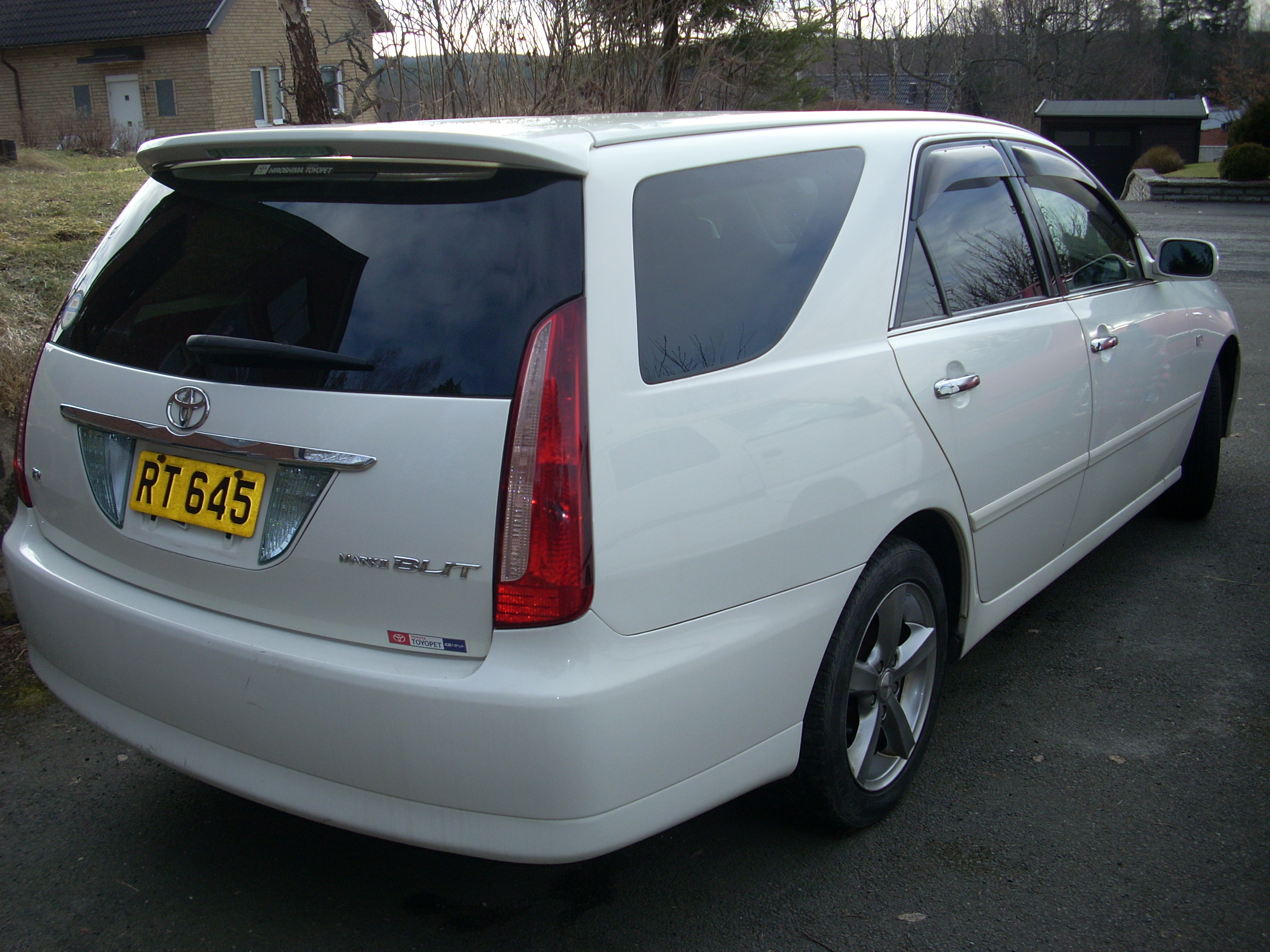
Heckansicht
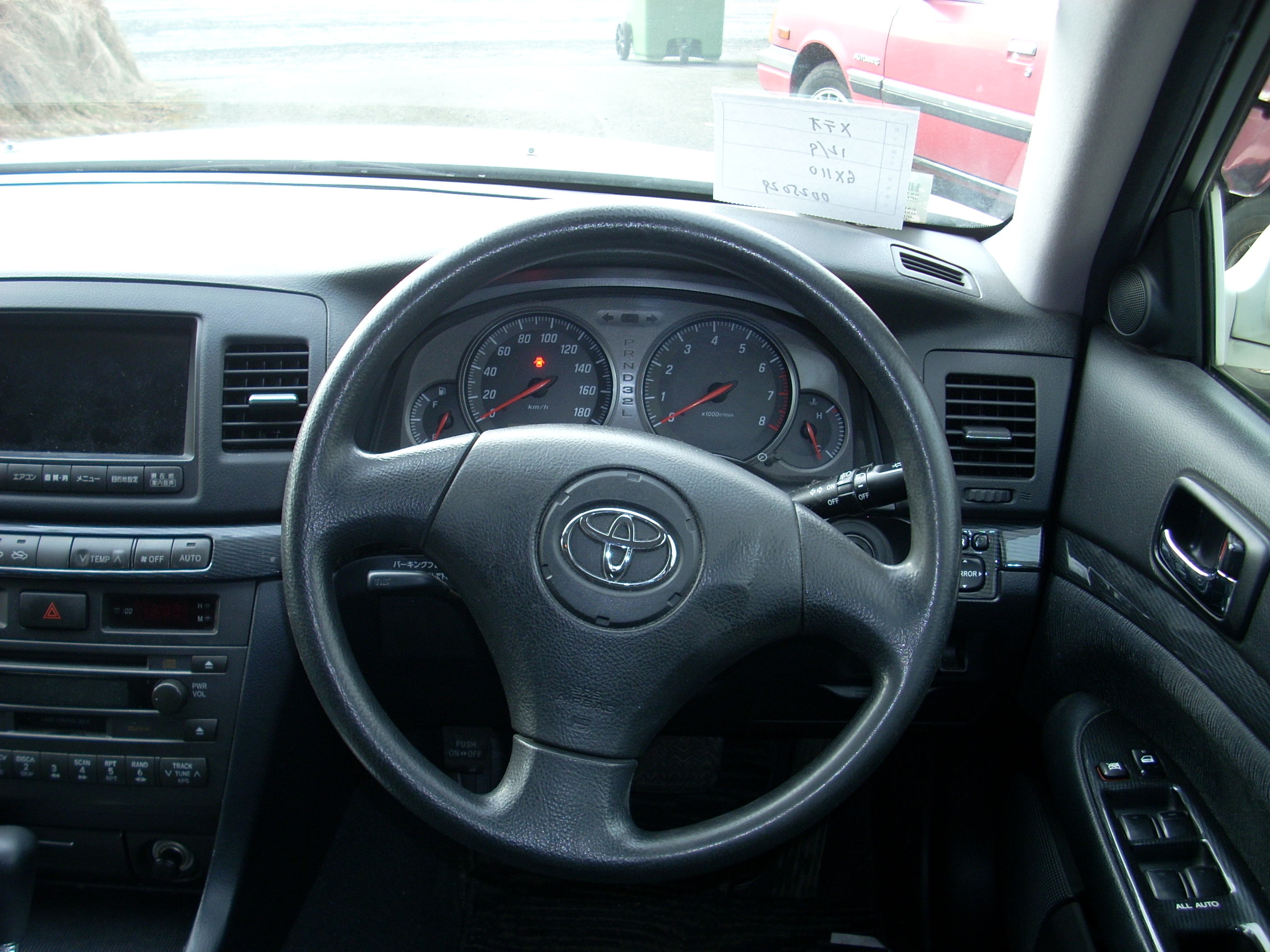
Armaturenbrett

Mit dem Mark II BLIT (japanisch: マークIIブリット) führte der japanische Automobilhersteller Toyota im Januar 2002 seine Kombimodellreihe der Mark-II-Linie als eigenständige Modellserie weiter und löste damit den offiziellen Vorgänger Mark II Qualis ab.
Der Name des neuen Modells, sollte ursprünglich den deutschen Namen BLITZ tragen. Doch auf Grund der Namensgleichheit mit dem Rennwagen (hier nur Spitzname) und dem LKW von Opel namens Opel Blitz wurden Auseinandersetzungen befürchtet. Ebenfalls lässt der Name auf den japanischen Tuner Blitzen schließen, der sich vorwiegend mit Subaru-Fahrzeugen beschäftigt. In Bezug darauf kürzte man den Modellnamen auf BLIT und gliederte das Modell als eine eigenständige Mark-II-Modellreihe in das Portfolio ein.
Offizielle Motorenauswahl des Mark II BLIT:
- 1G-FE mit einem Hubraum von 1988 cm³ und einer Leistung von 118 kW/160 PS
- 1JZ-FSE mit einem Hubraum von 2491 cm³ und einer Leistung von 147 kW/200 PS
- 1JZ-GE mit einem Hubraum von 2491 cm³ und einer Leistung von 196 PS
- 1JZ-GTE mit einem Hubraum von 2491 cm³ und einer Leistung von 206 kW/280 PS (Turbo, abgeschafft im Juli 2006)

Am 9. November 2004 wurde die Stufenhecklimousine des Mark II eingestellt und wurde vom Mark X abgelöst. Bis zum 26. September 2007 war der Mark II BLIT dann das einzig noch verbleibende Modell der Mark-II-Ära, das im Anschluss vom Mark X Zio abgelöst wurde.
- Heckansicht
- Armaturenbrett